# جمعية تنزانيا الوطنية
جمعية تنزانيا الوطنية (بالإنجليزية: National Assembly)‏ هي الهيئة التشريعية في تنزانيا، وتتكون من 393  مقعداً.